# سیکلازیندول
سیکلازیندول (انگلیسی: Ciclazindol) نوعی داروی ضدافسردگی و ضداشتها از گروه مواد شیمیایی چهار حلقه‌ای است که در اواسط دهه ۱۹۷۰ تولید شد، ولی هیچگاه وارد بازار نشد. این دارو به عنوان مهارکننده بازجذب نوراپی نفرین و تا اندازه اندکی نیز به عنوان مهارکننده بازجذب دوپامین عمل می‌کند. این دارو اثری بر روی SERT, گیرنده HT-5, گیرنده موسکارینی استیل کولین و گیرنده‌های آدرنرژیک آلفا ندارد و تنها بر روی گیرنده‌های H1 اثر ضعیفی را اِعمال می‌کند. با توجه به ویژگی‌های بیحس‌کنندگی موضعی، احتمالاً کانال‌های سدیم را نیز مهار می‌کند. روشن شده‌است که این دارو کانال‌های پتاسیم را نیز مهار می‌کند.